# Bitva v puti
Bitva v puti (Битва в пути) è un film del 1961 diretto da Vladimir Pavlovič Basov.